# Осова (Свентокшиське воєводство)
Осова (пол. Osowa) — село в Польщі, у гміні Собкув Єнджейовського повіту Свентокшиського воєводства. Населення — 557 осіб (2011).
У 1975-1998 роках село належало до Келецького воєводства.

## Демографія
Демографічна структура на день 31 березня 2011 року:
|          | Загалом | Допрацездатний вік | Працездатний вік | Постпрацездатний вік |
| -------- | ------- | ------------------ | ---------------- | -------------------- |
| Чоловіки | 295     | 77                 | 193              | 25                   |
| Жінки    | 262     | 62                 | 153              | 47                   |
| Разом    | 557     | 139                | 346              | 72                   |